# Horace Ridler

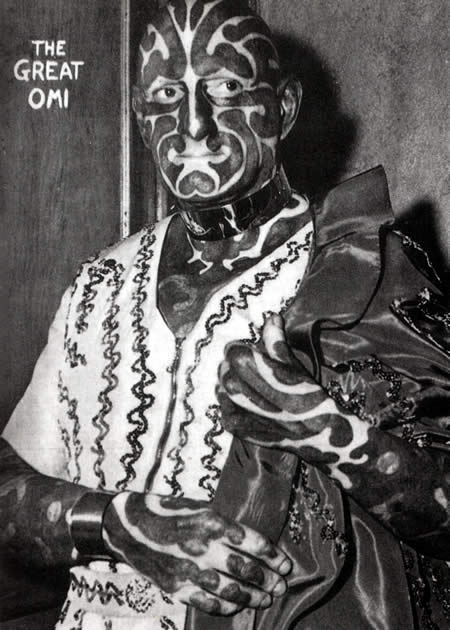
Horace Ridler

Horace Leonard Ridler (* 26. März 1892 in Surrey; † 1969 in Sussex) war ein professioneller Sideshow-Darsteller, der sich aufgrund seiner auffälligen Tätowierungen als The Great Omi oder The Zebra Man präsentierte. Er gilt als der berühmteste Tätowierte seiner Zeit.

## Leben
Horace Leonard Ridler wurde nach eigenen Angaben außerhalb Londons geboren und genoss eine relativ privilegierte Kindheit, die von Reisen, privater Ausbildung und Komfort geprägt war. In der Volkszählung von 1901 wird ein Horace Ridler als Boarder an der Bedford School unter der Leitung von Charles Fredrick Farrer registriert. Es gibt zwei konkurrierende Theorien über sein junges Leben. In einer Version soll er in Oxford oder Cambridge ein Studium mit Auszeichnung abgeschlossen haben. In der zweiten Version verfolgte er stattdessen eine Karriere in der Armee. Am 9. September 1915 wurde er gemäß der Londoner Gazette vom 27. September 1915 vom Sergeant Lance zum Unterleutnant befördert. Im Jahr 1922 verließ er die Army als Major. Er ließ sich seine ersten malerischen Tattoos stechen und begann sich in kleinen Theatern als Freak zu präsentieren.
Im Jahr 1934 kontaktierte er den Tätowierer George Burchett und erkundigte sich, ob er sich „überall tätowieren“ lassen könne. Burchett tätowierte mehr als 150 Stunden an Ridler. Es entstand am Oberkörper und Gesicht ein Muster aus geschwungenen schwarzen Streifen, die oft als Zebra-ähnlich beschrieben werden, und überdeckte dabei die früheren Tattoos.
Am 6. Juni 1939 reiste Ridler, der sich inzwischen The great Omi nannte, mit seiner Frau Omette zur Weltausstellung in Queens und trat dort im Odditorium von John Hix zusammen mit Betty Broadbent auf. Ab 1940 tourte Omi für eine Saison mit den Ringling Brothers Barnum & Bailey Circus. Anfang 1941 tourte Omi sowohl in Australien als auch in Neuseeland und verbrachte den größten Teil des Jahres auf der Strandshow Happyland und Bert Lorous Jr.'s „World Fair Freaks“ Show in Vancouver. Er beendete 1941 seine Auftritte bei der Rubin-Cherry Show in San Diego. Anfang 1942 kehrte er mit seiner Frau nach England zurück.  Bevor er Amerika verließ, versuchte er sich wieder bei der britischen Armee zu engagieren, wurde aber vom britischen Konsul für einen aktiven Dienst nicht akzeptiert. Omi trat bis in die frühen 1950er Jahre auf und zog sich auf dem Höhepunkt seines Ruhmes nach Ripe, einem kleinen Dorf in Sussex, England, zurück, wo er 1969 starb.

## Film
- The Zebra Man (1992)